# Kollegialt lärande
Kollegialt lärande är en sammanfattande term för olika former av kompetensutveckling där lärare genom strukturerat samarbete tillägnar sig kunskap för att utveckla undervisningen. Det innebär att diskutera undervisningssituationer och didaktiska frågor, att lyfta upp problem och svårigheter samt att kritiskt granska inte bara andras arbete utan även sitt eget. Professorn Helen Timperley menar att kollegor behöver varandra i den lärandeprocessen, det vill säga behöver diskutera, pröva och därefter diskutera igen.

## Vetenskaplig grund
Helen Timperley har tagit fram en modell, där processen startar med att lärarna identifierar vilka kunskaper och förmågor eleverna behöver för att nå målen. Nästa steg är att lärarna identifierar de ämnesdidaktiska kunskaper och kompetenser de själva behöver för att hjälpa sina elever att nå kunskaperna och kompetenserna. Kärnfrågan är ”Vad måste vi lära oss för att våra elever ska nå måluppfyllelse?”. Därefter vidtar själva kompetensutvecklingen som i sin tur ska leda fram till förändrade arbetssätt i klassrummet, som ger eleverna nya lärande-erfarenheter. Processen avslutas med att lärarna analyserar vilken inverkan det förändrade arbetssättet har haft på elevernas resultat. Meningen är att ta reda på vad som har varit effektivt och fungerat bra och vad som inte har fungerat så bra. Tanken är att man hela tiden reflekterar över vad man gör och kontinuerligt utvecklar undervisningen. Lärarna är en viktig del av elevernas lärande, men de kan inte klara det ensamma. För att uppnå en förändring måste en ledare stötta lärarna att lära och förändra för att möta behoven hos sina elever.
Det som skiljer kollegialt lärande från andra sätt att diskutera undervisning och kollegiala samarbeten är processen fram till problemlösningar, formuleringar av problem och den kritiska granskningen av ens eget och andras arbete. Ett centralt begrepp i kollegialt lärande är därför återkoppling. Oftast leds kollegialt lärande av en handledare som hjälper kollegiegruppen att föra diskussionerna framåt. Lärare ger varandra feedback och återkoppling på hur valda uppgifter ska utföras, medan handledaren ska finnas där som stöd och bollplank samt besitta goda kunskaper inom det fält som har valts att fokusera på. Det finns ett antal olika modeller som lärarna kan använda sig av, till exempel learning study, lesson study, learning walks, co-teaching, kollegial handledning, forsknings- cirklar eller aktionsforskning. Vilken modell man väljer beror på förutsättningar och vad som passar bäst i det sammanhang man befinner sig i.